# Niittysaari (ö i Kajanaland, Kehys-Kainuu, lat 65,11, long 28,09)
Niittysaari är en ö i Finland. Den ligger i sjön Suolijärvi och i kommunen Puolango i den ekonomiska regionen  Kehys-Kainuu  och landskapet Kajanaland, i den centrala delen av landet, 600 km norr om huvudstaden Helsingfors. Öns area är 1,8 hektar och dess största längd är 290 meter i öst-västlig riktning.